# Meline Dalusjan
Mel Dalusjan (armenisch Մելինե Դալուզյան; * 20. April 1988 als Meline Dalusjan in Leninankan) ist ein armenischer Gewichtheber.

## Karriere
Mel Dalusjan nahm vor seinem Coming-out als Transgender unter seinem früheren Namen Meline Dalusjan an der Weltmeisterschaft 2006 teil, wobei er die Bronzemedaille in der Gewichtsklasse der Frauen bis 63 kg mit einer Gesamtleistung von 232 kg erringen konnte.
Er gewann die Goldmedaille bei der Europameisterschaft 2007 in der Kategorie bis 63 kg mit einer Gesamtleistung von 243 kg und die Goldmedaille bei der Europameisterschaft 2008 in der Kategorie bis 63 kg mit einer Gesamtleistung von 235 kg. 2009 wurde er Vierter mit 228 kg, 2010 Zweite hinter Oxana Sliwenko in der 69-kg-Klasse mit 260 kg.
Bei den Weltmeisterschaften im Gewichtheben 2009 wurde er Sechster im Reißen und in der Zweikampfwertung.

### Dopingsperre 2018
Aufgrund der Untersuchungsergebnisse von Dopingproben, die bei den Olympischen Spielen 2012 in London genommenen worden waren, wurde Dalusjan, wie auch vier weitere Gewichtheber, am 23. Dezember 2018 vom Weltverband IWF suspendiert.